# Campionats del món de ciclisme en ruta de 1960
Els Campionats del món de ciclisme en ruta de 1960 es disputaren el 14 d'agost a la República Democràtica Alemanya. Les dues curses masculines es disputaren a Sachsenring, mentre la femenina ho feu a Leipzig.

## Resultats
| Proves :                         | Or                        | Or         | Argent                   | Argent   | Bronze                         | Bronze   |
| Masculines                       |                           |            |                          |          |                                |          |
| Cursa en línia masculina detalls | Rik van Looy · Bèlgica    | 7h 47' 27" | André Darrigade · França | m. t.    | Pino Cerami · Bèlgica          | m. t.    |
| Cursa en línia masculina amateur | Bernhard Eckstein · RDA   | 4h 43' 31" | Gustav-Adolf Schur · RDA | + 17"    | Willy Vanden Berghen · Bèlgica | + 17"    |
| Femenines                        |                           |            |                          |          |                                |          |
| Cursa en línia femenina detalls  | Beryl Burton · Regne Unit | 1h 54' 39" | Rosa Sels · Bèlgica      | + 3' 39" | Elisabeth Kleinhans · RDA      | + 3' 39" |

## Medaller
| Posició | País       | Or | Plata | Bronze | Total |
| 1       | Bèlgica    | 1  | 1     | 2      | 4     |
| 2       | RDA        | 1  | 1     | 1      | 3     |
| 3       | Regne Unit | 1  | 0     | 0      | 1     |
| 4       | França     | 0  | 1     | 0      | 1     |
| Total   | Total      | 3  | 3     | 3      | 9     |